# Scytalopus pachecoi
Scytalopus pachecoi е вид птица от семейство Rhinocryptidae.

## Разпространение
Видът е разпространен в Аржентина и Бразилия.